# Gasteig (Eurasburg)
Gasteig ist ein Gemeindeteil von Eurasburg im oberbayerischen Landkreis Bad Tölz-Wolfratshausen. Der Weiler liegt circa einen Kilometer nördlich von Eurasburg.

## Baudenkmäler
Siehe: Liste der Baudenkmäler in Gasteig